# Борх, Иоанн Андрей фон

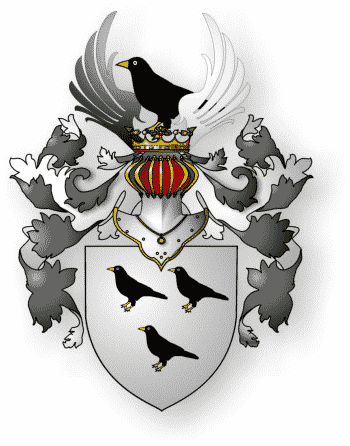
Герб Борхов - Три галки

Иоанн Андрей фон Борх (пол. Jan Andrzej Borch; 1713— 3 октября 1780, Варшава) — государственный и дипломатический деятель Речи Посполитой, Канцлер великий коронный (с 1780), коронный подканцлер (1767—1780), воевода ливонский (с 1775), подкоморий ливонский (с 1744), староста лудзский.

## Биография
Представитель древнего и знатного рода, предки которого были владетелями в Южной Италии, переселившимися в Германию, в Вестфалию, где в XII веке стали владетельными баронами. В XIII веке Борхи переселились: одна из ветвей в Померанию, другая — в Ливонию, третья — в Польшу.
И. А. фон Борх — потомок ливонских Борхов герба Три Галки.
Неоднократно избирался послом (депутатом) Сейма (1735, 1758, 1760, 1761, 1762, 1764). С 1758 входил в ближнее окружение герцога Курляндии и Семигалии Карла Христиана Саксонского.
В 1763 году направлен послом Курляндии в Россию.
После того, как в 1740 году герцог Курляндии и Семигалии Эрнст Иоганн Бирон, был сослан в Сибирь, Курляндия оказалась под влиянием саксонских Веттинов. В 1741 году представители курляндской знати призвали на трон Людвика Эрнста Брауншвейгского, но реакция Польши на это была негативной.
Несмотря на противодействие Чарторыйских, польский сенат в 1758 году признал Эрнста Иоганна Бирона низложенным и престол Курляндии и Семигалии стал вакантным.
Благодаря политическим манёврам и поддержке императрицы Елизаветы Петровны в 1759 году, король польский Август III признал возможным отдать его в ленное владение своему сыну Карлу-Христиану-Иосифу Саксонскому.
Его номинация, утверждённая лишь решение Совета Сената Речи Посполитой, первоначально вызвала сопротивление Курляндской знати, однако это не повлияло на решение Веттинов, вследствие чего, состоялось соглашение между Карлом-Христианом-Иосифом и сословиями.
При содействии России в 1759 году Карл-Христиан-Иосиф смог в январе 1760 года торжественно въехать в Митаву.
После возвращения Бирона из ссылки, Екатерина II восстановила бывшего временщика на курляндском герцогском троне, и Карл Саксонский вынужден был уступить (1763). И. А. фон Борх в Санкт-Петербурге безуспешно пытался протестовать против этого.
В 1764 году Польша вернула Бирону титул герцог Курляндии.
23 октября 1767 года Борх вошёл в состав депутации, так называемого, Сейма Репнина, который под давлением русского посла А. И. Репнина должен был признать гарантии России по поводу государственного строя Речи Посполитой.
В 1767 году Борх стал коронным подканцлером.
Сторонник Барской конфедерации. Когда российский посол Михаил Волконский пригрозил ему арестом, Борх громко ответил ему:

Погибнуть от меча конфедерации было бы позорно, а от меча посольского — почётно.
В 1770 году за участие в конфедерации его владения попали под секвестр российских властей.
В 1775 году И. А. фон Борх получил пост воеводы ливонского.
В 1780 году стал Канцлером великим коронным.

## Семья
От брака с Луизой Зиберг у него был сын — граф Михаил Иоганн (1751—1810), государственный деятель, генеральный обозный войск Великого княжества Литовского, писатель, генерал-лейтенант, и дочь Изабелла Людвика (1752—1813) жена Казимир Константина Броел-Плятер.

## Награды
Был кавалером:
- ордена Святого Станислава (1767);
- ордена Белого орла (1768).